# Helichrysum heldreichii
Helichrysum heldreichii ist eine Pflanzenart aus der Gattung der Strohblumen (Helichrysum) in der Familie der Korbblütler (Asteraceae).

## Merkmale
Helichrysum heldreichii ist ein ausdauernder Halbstrauch, der Wuchshöhen von 10 bis 60 Zentimeter erreicht. Die Blätter sind lineal und 30 bis 45 Millimeter groß. Die Köpfchen haben einen Durchmesser von 3 bis 4 Millimeter und sind glockig. Der Grund der Hüllblätter ist wollig behaart. Die äußeren Hüllblätter sind spitz und länglich-dreieckig, die inneren spitz und lineal.
Die Blütezeit liegt im Mai.

## Vorkommen
Helichrysum heldreichii ist auf Kreta in der Präfektur Chania endemisch. Die Art wächst in Sfakia an Felswänden in Schluchten in Höhenlagen von 0 bis 900 Meter.

## Belege
- Ralf Jahn, Peter Schönfelder: Exkursionsflora für Kreta. Verlag Eugen Ulmer, Stuttgart 1995, ISBN 3-8001-3478-0.